# Phoenicoprocta lydia
Phoenicoprocta lydia là một loài bướm đêm thuộc phân họ Arctiinae, họ Erebidae.